# إيان خاما
خاما إيان خاما سيريتسه (بالإنجليزية: Ian Khama) (مواليد 27 فبراير 1953) هو رئيس بوتسوانا وزعيم قبيلة بامانجواتو. خدم خاما لفترة في قُوات الدفاع البوتسوانية، حيث تلقى تدريبه في بريطانيا. في 17 أكتوبر 2009 ضمن فترة رئاسة جديدة تستمر خمس سنوات. على الرغم من شعبية حزب بوتسوانا الديمقراطي إلا أن تأييده تراجع بسبب الصراع الداخلي الذي زاد من حدة اتهامات بالحکم الفردي المطلق ضده.